# 3 Brygada Strzelców (APW)
3 Brygada Strzelców (3 BS) – brygada piechoty Armii Polskiej na Wschodzie.

## Formowanie i zmiany organizacyjne
Brygada została sformowana 25 października 1942, w obozie Khánaquín, w Iraku, w składzie 5 Wileńskiej Dywizji Piechoty, na podstawie rozkazu organizacyjnego nr 1 dowódcy 5 Dywizji Piechoty z dnia 21 października 1942 r. według etatów brytyjskich. Poszczególne bataliony zostały sformowane przez dotychczasowe pułki 5 DP.
W dniu 11 marca 1943, na bazie 3 i 4 BS została sformowana 5 Wileńska Brygada Piechoty.

## Dowództwo brygady
- Dowódca brygady –  płk dypl. Jerzy Grobicki (26 X 1942 - 15 III 1943)[2]
- Zastępca dowódcy brygady – ppłk dypl. Władysław Niewiarowski (od 25 X 1942 - 11 III 1943)[3]
- Szef sztabu – mjr dypl. Wacław Jacyna[4]
- Oficer operacyjny – por. Felicjan Pawlak (5 XII 1942 - 11 III 1943)[2]
- Kwatermistrz – kpt. Franciszek Lurski[4]

## Organizacja 3 BS
- Kwatera Główna 3 Brygady Strzelców
- 10 batalion strzelców – mjr Ludwik Ziobrowski[5]
- 11 batalion strzelców – ppłk dypl. Władysław Niewiarowski[5]
- 12 batalion strzelców – mjr Wiktor Stoczkowski[5]

## Uwaga
1. ↑  Miała być formowana jako 13 Brygada Strzelców.